# Jimmy Demaret
James Newton Demaret (* 24. Mai 1910; † 28. Dezember 1983) war ein US-amerikanischer Profi-Golfer. Er gewann 31 Turniere der PGA Tour in einer langen Karriere zwischen 1935 und 1957. Drei Siege beim Masters sind sein größter Erfolg.

## Herkunft und Erfolge als Profi
Demaret wurde 1910 als fünftes von zehn Kindern geboren und wuchs in Houston, Texas geboren. Als Kind verdiente er sich wie viele Golfprofis seiner Ära als Caddie. Mit 17 Jahren engagierte ihn Jackie Burke Sr. als Aushilfs-Pro am River Oaks Golfclub in Houston. Eine seiner ersten Aufgaben war das Hüten von Jackie Burke Jr., der als zweifacher Majorsieger selbst ein großer Golfer werden sollte. Demarets Weg sollte ihn jedoch noch nicht direkt in die Profi-Tour führen. Eine Zeitlang wechselte er zwischen dem Golfsport und dem Singen in Nachtclubs hin und her.
Ab 1938 konzentrierte er sich ganz auf die PGA-Tour. Eine äußerst erfolgreiche Karriere mit 35 Siegen auf der PGA-Tour, Platz 17 der ewigen Bestenliste, begann. Höhepunkte waren die drei Masters Siege 1940, 1947 und 1950. Der zweite Platz hinter Ben Hogan bei den U.S. Open 1947 führte auch dazu, dass er in diesem Jahr Sieger der Geldrangliste wurde. Obwohl viermal das Halbfinale der damals noch als Lochwettspiel ausgetragenen PGA Championship erreichte, blieb er hier ohne Titel. Dreimal in Folge war er Mitglied der US-amerikanischen Ryder-Cup-Teams: 1947, 1949 und 1951. 1983 wurde Demaret aufgrund seiner Erfolge in die World Golf Hall of Fame aufgenommen.

## Spielweise
„Er war der meist unterbewertete Golfer der Geschichte“, urteilte Ben Hogan. Vor allem bezüglich der Vielseitigkeit der Schläge habe sich Hogan von Demaret einiges abgeschaut. Ebenso lobte Jack Burke Jr. Demarets Qualitäten als vielseitiger Shotmaker, wenngleich sein bevorzugter Schlag der flache Fade war. Anders als Hogan war er auch niemand, der intensiv auf der Range Bälle geschlagen hätte. Demaret verließ sich eher auf sein Gefühl, Instinkt, Vorstellung und seinen Mut. Zudem brachte er die richtigen körperlichen Voraussetzungen mit. Zu einer kräftigen Statur gesellten sich große, zupackende Hände.

## Siege auf der PGA Tour (31)
- 1938: San Francisco Match Play
- 1939: Los Angeles Open
- 1940: Oakland Open, Western Open, New Orleans Open, St. Petersburg Open Invitational, The Masters, San Francisco Match Play
- 1941: Inverness Invitational Four-Ball (mit Ben Hogan)
- 1946: Tucson Open, Miami International Four-Ball (mit Ben Hogan), Inverness Invitational Four-Ball (mit Ben Hogan)
- 1947: Tucson Open, St. Petersburg Open Invitational, The Masters, Miami Open, Miami International Four-Ball (mit Ben Hogan), Inverness Invitational Four-Ball (mit Ben Hogan)
- 1948: Albuquerque Open, St. Paul Open, Inverness Invitational Four-Ball (mit Ben Hogan)
- 1949: Phoenix Open
- 1950: Ben Hogan Open, The Masters, North Fulton Open
- 1952: Bing Crosby Pro-Am, National Celebrities Open
- 1956: Thunderbird Invitational
- 1957: Thunderbird Invitational, Baton Rouge Open Invitational, Arlington Hotel Open

Major Championships sind fett gedruckt.

## Ergebnisse bei den Major-Turnieren
| Tournament            | 1935 | 1936 | 1937 | 1938 | 1939 |
| --------------------- | ---- | ---- | ---- | ---- | ---- |
| The Masters           | DNP  | DNP  | DNP  | DNP  | T33  |
| U.S. Open             | DNP  | DNP  | T16  | CUT  | T22  |
| The Open Championship | DNP  | DNP  | DNP  | DNP  | DNP  |
| PGA Championship      | R64  | R64  | R64  | R16  | DNP  |

| Tournament            | 1940 | 1941 | 1942 | 1943 | 1944 | 1945 | 1946 | 1947 | 1948 | 1949 |
| --------------------- | ---- | ---- | ---- | ---- | ---- | ---- | ---- | ---- | ---- | ---- |
| The Masters           | 1    | T12  | 6    | NT   | NT   | NT   | T4   | 1    | T18  | T8   |
| U.S. Open             | WD   | WD   | NT   | NT   | NT   | NT   | T6   | T39  | 2    | WD   |
| The Open Championship | NT   | NT   | NT   | NT   | NT   | NT   | DNP  | DNP  | DNP  | DNP  |
| PGA Championship      | R32  | R64  | SF   | NT   | DNP  | DNP  | SF   | R64  | SF   | QF   |

| Tournament            | 1950 | 1951 | 1952 | 1953 | 1954 | 1955 | 1956 | 1957 | 1958 | 1959 |
| --------------------- | ---- | ---- | ---- | ---- | ---- | ---- | ---- | ---- | ---- | ---- |
| The Masters           | 1    | T30  | WD   | T46  | T29  | DNP  | T34  | 3    | T14  | CUT  |
| U.S. Open             | T20  | T14  | T15  | T4   | T29  | DNP  | CUT  | 3    | WD   | DNP  |
| The Open Championship | DNP  | DNP  | DNP  | DNP  | T10  | DNP  | DNP  | DNP  | DNP  | DNP  |
| PGA Championship      | SF   | DNP  | DNP  | DNP  | DNP  | DNP  | R64  | DNP  | DQ   | DNP  |

| Tournament            | 1960 | 1961 | 1962 | 1963 | 1964 | 1965 | 1966 | 1967 |
| --------------------- | ---- | ---- | ---- | ---- | ---- | ---- | ---- | ---- |
| The Masters           | CUT  | CUT  | T5   | T43  | T32  | T35  | DNP  | CUT  |
| U.S. Open             | DNP  | DNP  | DNP  | DNP  | DNP  | DNP  | DNP  | DNP  |
| The Open Championship | DNP  | DNP  | DNP  | DNP  | DNP  | DNP  | DNP  | DNP  |
| PGA Championship      | DNP  | DNP  | DNP  | DNP  | DNP  | DNP  | DNP  | DNP  |

DNP = nicht angetreten

NT = kein Turnier ausgetragen

WD = zurückgezogen

CUT = am Cut gescheitert

"T" = geteilter Rang

Grüner Hintergrund für Siege. Gelber Hintergrund für Top-10.